# Otakar Nožíř
Otakar Nožíř (Ledeč nad Sázavou, 12 marzo 1917 – Olomouc, 2 settembre 2006) è stato un calciatore cecoslovacco, di ruolo centrocampista.